# Бела Хадид
Изабела Хаир Хадид (енгл. Isabella Khair Hadid; Вашингтон, 9. октобар 1996) америчка је манекенка. Једна је од најплаћенијих манекенки на свету.

## Биографија
Рођена је 9. октобра 1996. у Вашингтону. Отац јој је Палестинац, а мајка Холанђанка. Има старију сестру Џиџи, као и млађег брата Анвара, који су такође манекени. Одрасла је у Санта Барбари, након чега се породица преселила на Беверли Хилс.
Као тинејџерка, волела је јахање и сањала да се такмичи на Летњим олимпијским играма 2016. Иако се такмичила у јахању, оно није олимпијска дисциплина. Њој је, заједно са мајком и братом, током 2012. године дијагностификована хронична лајмска болест. Током средње школе, имала је потешкоћа са непажњом и дијагностикован јој је хиперкинетички поремећај. Преписане су јој амфетаминске мешане соли, али јој се касније развила анорексију као исход средства за сузбијање апетита.
Након што је 2014. добила средњошколску диплому у Малибуу, преселила се у Њујорк како би студирала фотографију. Обуставила је студије како би се усредсредила на своју каријеру манекенке, али је изразила интересовање да се врати образовању када се пензионише. Такође је изразила интересовање за глуму.

## Каријера
- 2012—2014: Бела Хадид је започела моделовање у 16 години. Бела је такође глумила у филмовима Swan Sittings и Smoking Hot.[21]
- 2014—2015: Бела Хадид је потписала уговор као модел за ИМГ 21. августа 2014.[22] Била је једна од осам младих манекена који су се појавили у Балмановој кампањи као и у многим другим кампањама.

## Галерија
- Хадид 2015.
- Хадид на Мет гали 2017.
- Хадид 2018.